# György Moldova
György Moldova (n. 12 martie 1934, Budapesta, Regatul Ungariei – d. 4 iunie 2022, Budapesta, Ungaria) a fost un scriitor maghiar, unul dintre cei mai citiți scriitori maghiari contemporani. A scris în special satire și reportaje.

## Opere literare
- Secretul vieții scurte ("A rövid élet titka");
- Hitler în Ungaria ("Hitler Magyarországon");
- Marșul Sf. Emeric ("A Szent Imre-induló");
- Virginitatea prelungită ("Elhúzódó szüzesség");
- Ultimul hotar ("Az utolsó határ");
- Crucea tatuată ("Tetovált kereszt");
- Moară în iad ("Malom a pokolban");
- Paznicii schimbărilor ("A változások őrei");
- Legiunea destituită ("Az elbocsátott légió");
- Coctail din Ferencváros ("Ferencvárosi koktél");
- Gázlámpák alatt (nuvele)
- Idegen bajnok (nuvele) (1963)
- Akar velem beszélgetni? (1967)
- Mandarin, a híres vagány
- Îngerul întunecat (Sötét angyal)
- A "Lakinger Béla" zsebcirkáló (1968)
- Negyven prédikátor (roman) (1973)
- A beszélő disznó (1978)
- Magyar atom (1978)
- A Puskás ügy (1982)
- Méhednek gyümölcse (1986)
- Az életem rövid; Kerüld a nőket (1987)
- Ha jönne az angyal… (roman) (1988)
- Az Abortusz-szigetek (colecție satire) (1989)
- A szentháromság pusztulása (1990)
- A néma súgó (1991)
- A bal oroszlán: humoreszkek és szomoreszkek (1992)
- A kalózok szeretője (1994)
- Az ördög lapot kér (1995)
- A kámfor akció (1996)
- Lámpaláz: Tanácsok kezdő és haladó nyilatkozóknak (1997)
- A gyávák bátorsága
- A postamester lánya
- A félelem kapuja
- Kis aljasságok lányaimnak
- Az ideális hadifogoly
- Úszóverseny üres medencében
- Az ellopott főutca
- A város hercege
- Tél tábornok
- A harmadik majom
- A sárkány fogai (2001)
- Régi nóta (Fracțiuni autobiografice) (2002)
- Az utolsó töltény 1-10. (Autobiografie)
- Ésszel fél az ember
- „XX. század lelépni!”
- 2003 (Subtitlu: 365 napos naptár Moldova György fontos gondolataival) 2002.
- Kontra párti! (aforisme) (2009)